# Pietro Moscati
Pietro Moscati (Milano, 15 giugno 1739 – Milano, 6 gennaio 1824) è stato un medico, anatomista e politico italiano.

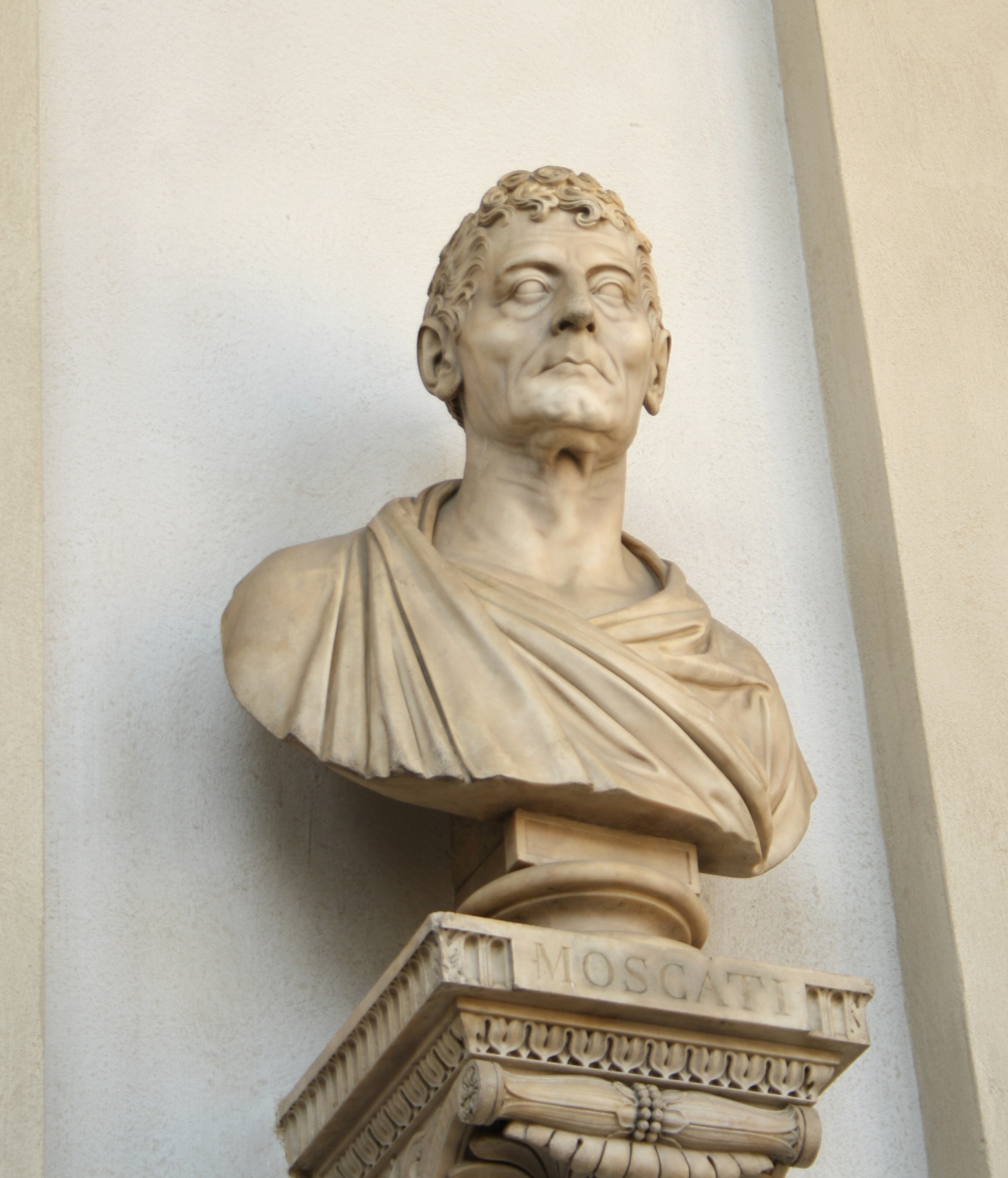
Busto a Pietro Moscati, direttore della Repubblica, nel Palazzo di Brera (Milano).

Fu medico dell'Ospedale Maggiore di Milano, direttore della Repubblica Cisalpina, senatore del Regno napoleonico in italia, nonché presidente del magistrato di sanità.

## Biografia
Pietro Moscati nacque a Milano il 15 giugno 1739, figlio di Bernardino, già medico impiegato nella sezione anatomica dell'Ospedale Maggiore.
Sulle orme del padre, Pietro intraprese la carriera medica e, dopo la laurea presso l'Università degli Studi di Pavia, nel 1763 gli venne assegnata la cattedra di Anatomia chirurgica ed Arte ostetrica presso il medesimo ateneo, venendo trasferito a Milano dal 1772 come regio professore di Medicina e Chirurgia nell'Ospedale Maggiore. Nominato Direttore Medico della Casa delle Partorienti, dei Trovatelli, dell'Istituto di S. Corona, della Pia Casa dei pazzi (marzo 1778), divenne successivamente medico ostetrico dell'Ospedale di Santa Caterina della Ruota.
Durante questi anni egli si prodigò anche nel campo della ricerca, scoprendo tra le altre la trasmissibilità della sifilide, oltre a distinguersi tra i primi medici ad adottare, in particolare nei nosocomi e nei brefotrofi, delle precauzioni igieniche per opporsi alla diffusione del male. Si preoccupò nel contempo di formare anche infermieri e medici, attraverso esami pratici e teorici.
Nel 1797 Moscati venne nominato terzo membro del Direttorio della Repubblica Cisalpina, e professore di Clinica medica a Pavia (come successore di Giovanni Rasori), mantenendo però la cattedra sino al 1799 sia per ragioni di salute sia a causa del suo imprigionamento all'estero da parte degli austriaci, ritornati nel frattempo in Lombardia. Quando la Lombardia venne ripresa dai Francesi, ritornò in patria e Napoleone nel 1802 lo reintegrò nel suo impiego, nominandolo tra l'altro Direttore dell'Ospedale e Presidente del Gabinetto Patologico, del quale era stato uno dei fondatori. Malgrado la fiducia goduta presso il futuro imperatore, Moscati non poté riprendere l'insegnamento a causa della malferma salute e dell'età che lo costrinsero a ritirarsi a vita privata.
Non si sa dove e quando fu iniziato in Massoneria, ma nel 1808, gran dignitario del Grande Oriente d'Italia con sede a Milano, fu il rappresentante del Gran maestro nel Gran capitolo generale e, membro del Supremo consiglio d'Italia del Rito scozzese antico ed accettato, nel 1813 ne fu il Grande oratore  .
Morì a Milano il 6 gennaio 1824 dopo aver assistito impotente anche al crollo dell'Impero francese ed alla restaurazione austriaca.

## Studi di anatomia

Delle corporee differenze essenziali, 1771

L'opera più significativa di Pietro Moscati è senza dubbio l'orazione Delle corporee differenze essenziali che passano tra la struttura dei bruti e la umana che egli stesso tenne presso l'Università di Pavia quando era professore di anatomia chirurgica ed arte ostetrica. L'opera anticipa nei contenuti gli studi che poi diverranno cari alla scuola tedesca degli antropologi novecenteschi come Weidenreisch e Washburn, sostenendo la valorizzazione della differenza fra postura orizzontale e quadrupede dei "bruti" ovvero degli animali, differenziata da quella verticale e bipede degli uomini, introducendo così il concetto di differente evoluzione del cranio e del cervello.
Sempre durante il periodo di insegnamento pavese, redasse l’Indice de' discorsi anatomici che si tengono pubblicamente nel Teatro della Regia Università di Pavia (che venne tra l'altro stampato a Milano nel 1768) nel quale si esprimono alcuni concetti rilevanti per notare in esso una sostanziale evoluzione della medicina di quegli anni: il riporre maggiore importanza all'anatomia studiata direttamente sul cadavere rispetto a quella accademica dei libri, oltre al significato stesso dell'anatomia da non relegare unicamente al campo medico, ma da espandere anche alla psicologia ed alla filosofia della natura.